# Ordem do Mérito do Trabalho (Brasil)
A Ordem do Mérito do Trabalho Getúlio Vargas é uma condecoração criada pelo Decreto Nº 28.527 de 22 de agosto de 1950 e modificada pelos Decretos Nº 57.278 de 17 de novembro de 1965 e Nº 62.682 de 10 de março de 1968. Tem por finalidade a premiar a empregadores, empregados, servidores públicos e personalidades nacionais e estrangeiras que, por suas atividades nos campos do trabalho, produção e do bem estar social, especialmente em pról da produtividade, da organização sindical, do justo salário, da colocação de mão de obra, da formação profissional, da higiene, da segurança do trabalho e da previdência social se hajam tornado merecedores do reconhecimento nacional. Esta ordem possui anexa a medalha do Mérito da Segurança do Trabalho.
Em 24 de outubro de 2007, por meio do Decreto Nº 6.247, a Ordem do Mérito do Trabalho passou a denominar-se Ordem do Mérito do Trabalho Getúlio Vargas.

## Características
A insígnia é constituída de uma Cruz de Malta com braços iguais em esmalte vermelho. Anverso: Um disco de ouro em destaque com a simbologia do trabalho circundado pelo listel com a legenda Ordem do Mérito do Trabalho, em letras ouro sobre campo verde. Reverso: Mesmo do anverso com a legenda em quatro linhas Ministério do Trabalho e da Previdência Social.

## Graus
- Grã-cruz
- Grande Oficial
- Comendador
- Oficial
- Cavaleiro